# Уловное
Уловное, Улавное (фин. Rautjärvi) — пресноводное озеро на территории Сосновского сельского поселения Приозерского района Ленинградской области.

## Физико-географическая характеристика
Площадь озера — 1,3 км². Располагается на высоте 41,0 метров над уровнем моря.
Форма озера лопастная. Берега каменисто-песчаные, местами заболоченные.
С юга в Уловное впадает протока без названия, вытекающая из озера Раздолинского. Из западного залива водоёма вытекает ручей, впадающий с правого берега в реку Волчью, впадающую, в свою очередь, в озеро Вуокса.
Ближе к северо-западному берегу озера расположен один небольшой остров без названия.
К западу от озера проходит автодорога местного значения (Старое Приозерское шоссе).
К югу от озера располагается посёлок Колосково.
Название озера переводится с финского языка как «железное озеро».
Код объекта в государственном водном реестре — 01040300211102000012219.